# کلردیازپوکساید
کلردیازپوکساید (به انگلیسی: Chlordiazepoxide)
رده درمانی: بنزودیازپین‌های طویل الاثر
اشکال دارویی: قرص
نام تجاری: Librium
نیمه عمر: از ۲۴ تا ۱۰۰ ساعت

## موارد مصرف
کلردیازپوکساید کلردیازپوکسید، که نام تجاری آن Librium است، یکی از بنزودیازپینهای‌های پرمصرف است که در درمان اضطراب و بیخوابی مؤثر است. این دارو همچنین در درمان قطع مصرف الکل و اضطراب قبل از جراحی مصرف می‌شود. این دارو دارای خاصیت شل کننده عضلات آمینتیک، ضد تشنج، ضد اضطراب، هیپنوتیزم، آرام بخش و اسکلتی است.
کلردیازپوکساید به صورت ترکیب با داروهای دیگر نیز کاربرد دارد مانند کلدینیوم سی که ترکیب کلردیازپوکساید و کلدینیوم است. کلردیازپوکسید برای درمان کوتاه مدت (2 – ۴ هفته) اضطراب شدید و ناتوان کننده ای است که فرد را در معرض پریشانی غیرقابل قبول قرار می‌دهد. همچنین به عنوان درمانی برای مدیریت سندرم ترک حاد الکل نشان داده شده‌است.این دارو گاهی برای کاهش علائم سندرم روده تحریک پذیر همراه با کلیدینیوم برومید به عنوان داروی دز ثابت، Librax تجویز می‌شود.

## مکانیسم اثر
مانند سایر بنزودیازپینها به عنوان آگونیست‌های گیرنده بنزودیازپین بر روی غشای سلولهای عصبی اثر کرده وباعث تسهیل ورود یا افزایش عمل GABA شده و ورود یون کلر را به سلولها افزایش می‌دهد.

## تاریخچه
کلردیازپوکساید اولین دارو از خانواده معروف بنزودیازپینها است که در سال ۱۹۵۷ خواص درمانی آن کشف شد و در سال ۱۹۶۰ با نام تجاری لیبریوم وارد بازار شد.

## موارد منع مصرف
در افراد با شرایط زیر باید از مصرف کلردیازپوکسید جلوگیری کرد:
- میاستنی گراویس.
- مسمومیت حاد با الکل، مواد مخدر یا مواد روانگردان دیگر.
- آتاکسی.
- کاهش شدید تهویه تنفسی.
- گلوکوم زاویه بسته حاد.
- نقص شدید کبدی (هپاتیت و سیروز کبدی باعث از بین رفتن فاکتور ۲ می‌شود).
- آپنه خواب شدید.
- حساسیت و آلرژی به هر نوع دارویی در کلاس بنزودیازپین.

در افراد با سن بالا به علت نیمه عمر طولانی منع مصرف دارد.

### مصرف در بارداری
تحقیقات در مورد ایمنی بنزودیازپین‌ها در دوران بارداری محدود است و توصیه می‌شود استفاده از بنزودیازپین‌ها در دوران بارداری مبتنی بر این باشد که آیا این مزایا از خطرات بالاتر است. در صورت استفاده از کلردیازپوکسید در دوران بارداری، خطرات با استفاده از کمترین دوز مؤثر و در کمترین زمان ممکن کاهش می‌یابد. بنزودیازپین‌ها معمولاً باید در سه‌ماهه اول بارداری اجتناب شوند. کلردیازپوکسید و دیازپام در مقایسه با سایر بنزودیازپینها جزو بنزودیازپین‌های ایمن به حساب می‌آیند. عوارض جانبی احتمالی ناشی از مصرف بنزودیازپین در دوران بارداری شامل، سقط جنین، ناهنجاری، عقب ماندگی رشد داخل رحمی، نقص عملکردی، سرطان زایی و جهش زایی است. در هنگام تغذیه با شیر مادر نیز احتیاط می‌شود.

## عوارض جانبی
خواب آلودگی طولانی مدت (کلردیازپوکساید از بنزودیازپینهای طویل الاثر است) سرگیجه، سردرد، تحریک‌پذیری، ضعف و خستگی، یبوست، خشکی دهان، تهوع، استفراغ، بی‌اشتهایی، خارش، کاهش فشارخون، تاری دید و وزوز گوش (بسیاری از عوارض این دارو بعداً مشخّص می‌شود مثل بی‌تفاوتی شدید نسبت به تغییرات محیط)
سایر عوارض جانبی کلردیازپوکسید شامل: غش ،تمایلات جنسی تغییر یافته، مشکلات کبدی، عدم هماهنگی عضلات، بی نظمی‌های قاعدگی جزئی، بثورات پوستی یا فوران، تورم به دلیل احتباس مایعات، چشم و پوست زرد.
مصرف این قرص در زمان بارداری عوارض جانبی متعددی دارد که اشاره شد.

## مصرف بیش از حد
فردی که کلردیازپوکسید اضافی مصرف کرده‌است ممکن است برخی از علائم زیر را نشان دهد:
- خواب آلودگی (بیدار ماندن به سختی)
- سردرگمی ذهنی
- افت فشار خون
- کاهش تهویه تنفسی
- عملکردهای حرکتی دچار اختلال می‌شوند
- رفلکسهای مختل شده
- هماهنگی مختل شده
- تعادل اختلال یافته
- سرگیجه
- ضعف عضلانی
- کما

مصرف بیش از حد کلردیازپوکسید یک اورژانس پزشکی محسوب می‌شود و به‌طور کلی نیاز به توجه فوری پرسنل پزشکی دارد. پادزهر تجویز بیش از حد کلردیازپوکسید (یا هر بنزودیازپین دیگر) فلومازنیل است. فلومازنیل باید با احتیاط مصرف شود زیرا ممکن است علائم ترک شدید در افراد وابسته به بنزودیازپین را تسریع کند.